# Jesper Börjesson
Dan Jesper Börjesson, född 18 oktober 1971 i Björnekulla församling i Åstorps kommun, är en svensk journalist och programledare. Han arbetade tidigare på TV4. 

## Biografi
Börjesson föddes i Björnekulla församling i Åstorps kommun, men flyttade som barn till Klöxhult i Älmhults kommun. Han har en tvåårig journalistutbildning från Södra Vätterbygdens folkhögskola i Jönköping. Börjessons journalistiska karriär började på lokaltidningen Smålänningen i Älmhult 1992. 1996 började han på TV4 Jönköping och sedan till TV4-nyheterna. Bland annat har han varit politisk reporter och projektledare för TV4:s ekonominyheter.
För TV4 gjorde han även dokumentären Kamprads platta paket (2003) om Ingvar Kamprad. Mellan 2006 och 2020 var han programledare för Nyhetsmorgon. När Lasse Bengtsson lämnade Nyhetsmorgon Lördag hösten 2010 blev Börjesson hans efterträdare.
I januari 2020 genomförde han sin sista sändning för Nyhetsmorgon och började därefter arbeta på teknikkonsultbolaget Rejlers.